# Doug Ellis
Herbert Douglas Ellis (Hooton, 3 gennaio 1924 – Sutton Coldfield, 11 ottobre 2018) è stato un imprenditore inglese, noto soprattutto per essere stato il precedente proprietario dell'Aston Villa.

## Inizi
Ellis nacque il 3 gennaio 1924 a Hooton, nella contea dello Cheshire. All'età di tre anni, il padre, also chiamato Herbert, morì. Sua madre Jane non si risposò, e invece lavorava per supportare lui e sua sorella minore, e per potersi permettere la sua scuola secondaria a Chester.
Secondo i resoconti di Ellis, prese parte ai provini per una carriera nel calcio con i Tranmere Rovers da bambino, ma decise di continuare la sua carriera nel business al posto del calcio. Durante la seconda guerra mondiale, fu stazionato in Ceylon (ora Sri Lanka) con la sezione aerea del Royal Navy, e l'esperienza del suo primo viaggio all'estero lo ispirò a fornire vacanze all'estero a basso costo per persone provenienti da una simile condizione economica. Ancor prima di compiere quarant'anni è diventato milionario con la vendita di pacchetti di viaggi per la Spagna.
Ellis incontrò la sua prima moglie Audrey Slater in Ceylon nel 1946. Ebbero un figlio insieme, e in seguito divorziarono. Sposò la sua seconda moglie Heidi Kroeger nel 1963, con cui ebbe due figli. La incontrò a Benidorm quando stava lavorando per una società rivale, e la persuase a entrare nella sua compagnia.

## Aston Villa
Ellis è stato un controverso presidente e azionista di maggioranza dell'Aston Villa in due differenti occasioni: la prima volta dal 1968 al 1975. Ellis è stato sostituito nel ruolo di presidente e dirigente nel 1979. Durante la sua assenza, l'Aston Villa ha vissuto il periodo di maggior successo, con la vittoria nel campionato 1980-1981 e nella Coppa dei Campioni 1981-1982.
Ellis è tornato presidente nel 1982 ed è rimasto tale fino a quando Randy Lerner non ha acquistato il club, nel 2006. Molti tifosi gli hanno attribuito la colpa per il declino della squadra, successivamente alla vittoria in Coppa dei Campioni. Nel giro di cinque anni, infatti, il club è retrocesso dalla massima divisione del campionato inglese, con la maggior parte delle stelle vendute ad altre squadre, sebbene a parziale giustificazione ci fossero i debiti contratti dal Villa nella precedente gestione. Nel 1996, Ellis è diventato proprietario del 47% delle azioni dell'Aston Villa. A maggio 1997, il club ha avuto un valore stimato in centoventisei milioni di sterline. Ha successivamente venduto parte delle sue quote, rimanendo con un terzo delle azioni totali del club. È stato riportato che Ellis abbia guadagnato, da questa operazione, quattro milioni di sterline. L'incasso è stato impiegato, in parte, per la costruzione della nuova Trinity Road Stand (settore del Villa Park) e per l'acquisto di Stan Collymore dal Liverpool.
Molti tifosi del Villa non hanno accettato la sostituzione della vecchia Trinity Road Stand: è stata infatti considerata un monumento classificato. La nuova struttura, sebbene valida dal punto di vista artistico, non ha la maestosità della precedente.
Ellis è stato il primo direttore di un club ad auto-attribuirsi uno stipendio (nel 2005, pari a 290 000 sterline, con un aumento del 12% rispetto all'anno precedente), quando questa manovra è stata legalizzata dalla FA agli inizi degli anni ottanta. Il suo amore per l'Aston Villa, spesso dichiarato, è stato messo in dubbio più volte dai tifosi, per i suoi incarichi ai rivali del Birmingham City, Derby County e Wolverhampton Wanderers (addirittura come presidente).
Nel 2004, all'età di ottanta anni e con un cancro alla prostata, Ellis ha deciso di lasciare parte del potere all'amministratore delegato Bruce Langham, che ha poi rassegnato le dimissioni nel 2005, per alcuni dissidi con Ellis.
Nello stesso anno, è entrato nell'Ordine dell'Impero Britannico. Successivamente, ha affrontato un'importante operazione al cuore, con l'inserimento di un bypass e, poco dopo l'inizio del campionato 2005-2006, ha ripreso il suo vecchio ruolo.
Il 14 agosto 2006, è stata ufficializzata la cessione dell'Aston Villa a Randy Lerner, in cambio di sessantatré milioni di sterline. Ellis è stato nominato presidente emerito del club, dopo aver completato la trattativa il 19 settembre 2006.

## Riconoscimenti
Nel 1994, uno stand al Villa Park fu battezzato in nome di Ellis. Nel gennaio 2012, il Doung Ellis Learning Hub fu inaugurato alla Facoltà di Medicina dell'Università di Birmingham; Ellis donò 416 000 sterline alla struttura. Nel 2012, Ellis donò diecimila sterline alla costruzione di una nuova palestra scolastica alla Sutton Coldfield Grammar School for Girls; nel suo messaggio alla scuola, scrisse: "Avete chiaramente una scuola di cui andare fieri, e vi auguro ogni successo nella realizzazione dei vostri obiettivi". Nell'aprile 2013, fu inaugurato il nuovo edificio ristrutturato del Sir Doug Ellis Woodcock Sports Centre alla Aston University, con un nuovo spazio per le attività sportive e campi da squash. Questi lavori furono finanziati parzialmente da Ellis.
Ellis ha ricevuto una laurea ad honorem dalla Aston University nel luglio del 2007. Il 4 marzo 2012, Ellis fu nominato cavaliere in seguito alle sue opere di beneficenza. Morì il 11 ottobre 2018, all'età di 94 anni.

## Critiche
Sia i tifosi sia gli ex allenatori, hanno criticato la mancanza di ambizioni di Ellis, osservando anche la difficoltà del club di portare al top i suoi calciatori. Ellis, però, ha sempre risposto che la sua prudenza finanziaria ha salvato il club da una triste fine, come quella del Leeds Utd. Sotto la guida di John Gregory, l'Aston Villa ha speso più del solito, ma il tecnico avrebbe voluto altri due-tre acquisti.
Nella sua autobiografia, Ellis ha affermato di aver inventato la rovesciata, nonostante non abbia mai giocato a calcio a livello professionistico.
Ci sono sempre state campagne per far rassegnare le dimissioni a Ellis, da parte dei sostenitori della squadra. Però, nonostante l'interesse di alcuni gruppi, il club è sempre rimasto nelle sue mani.